# Território da Baía de Jervis

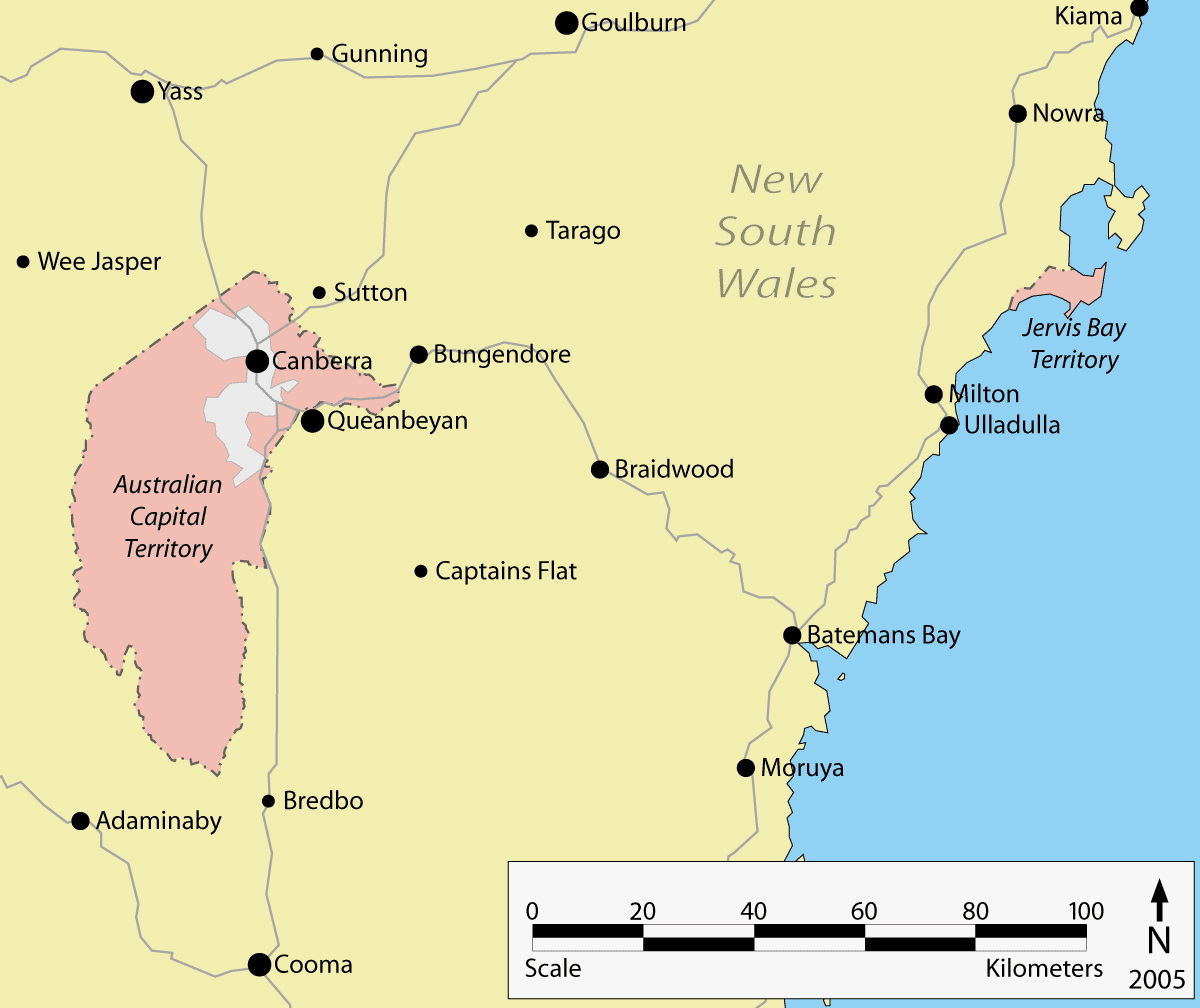
Locação do Território da Capital Australiana e do Território da Baía de Jervis

O Território da Baía de Jervis (Jervis Bay Territory, em inglês) é um dos territórios da Austrália. Foi comprado pelo Território da Capital Australiana de Nova Gales do Sul em 1915, de forma a dar acesso ao mar à capital federal, Camberra. Fez parte do Território da Capital Australiana até 1989, quando ganhou autogoverno, após se tornar um território separado administrado pelo Ministro dos Territórios. No entanto, continua a fazer parte de Camberra no que diz respeito a questões eleitorais federais.
O primeiro europeu a visitar a zona que hoje constitui o território foi o britânico John Oxley. Existem duas localidades habitadas no território: Jervis Bay Village e Wreck Bay Village.